# Occlusiva alveolare sonora
L'occlusiva alveolare sonora è una consonante (o più precisamente un contoide), rappresentato con il simbolo [d] nell'alfabeto fonetico internazionale (IPA).
Nella lingua italiana tale fono è presente, rappresentato dalla D italiana 

## Caratteristiche
La consonante occlusiva alveolare sonora presenta le seguenti caratteristiche:
- il suo modo di articolazione è occlusivo, perché questo fono è dovuto all'occlusione del canale orale (la bocca), seguita da un brusco rilascio (esplosione);
- il suo luogo di articolazione è alveolare, perché nel pronunciare tale suono la lingua si accosta agli alveoli;
- è una consonante sonora, in quanto questo suono è prodotto con la vibrazione delle corde vocali.

Nella fonologia generativa tale fonema è formato dalla sequenza dei tratti: +consonantico, - nasale, -compatto, -grave, +sonoro, -continuo, -stridulo.

## Nelle varie lingue del mondo

### Inglese
In lingua inglese tale fono è reso con la grafia ⟨d⟩:
- day "giorno" [deɪ̯]

### Swahili
In swahili il fonema /d/ è realizzato con un contoide occlusivo alveolare sonoro.